# Kammanakote, Madhugiri
Kammanakote là một làng thuộc tehsil Madhugiri, huyện Tumkur, bang Karnataka, Ấn Độ.